# Sheiks
Los Sheiks son un grupo musical portugués formado en 1963 por Paulo de Carvalho, Fernando Chaby, Carlos Mendes y Jorge Barreto. Apodados los Beatles portugueses, tocaron el rock and roll típico de la época y fueron los principales precursores del género en Portugal.

## Historia
Los Sheiks, cuyos nombres iniciales eran Windsor o Black Riders comenzaron tocando en fiestas y espectáculos organizados por las escuelas y universidades. En 1965 lanzaron su EP debut que incluía una versión de la canción Summertime de George Gershwin. Más tarde ese mismo año, en septiembre, Barreto salió del grupo para dar paso a Edmundo Silva en el bajo eléctrico.
El 9 de octubre de 1965 participaron en la séptima ronda de la competición Aye-Aye en el Teatro Monumental de Lisboa y obtuvieron el primer lugar (43 puntos).
A principios de 1966 lanzaron su segundo EP con temas como que "Missing You" y "Tell Me Bird", las más conocidas del grupo.
En el año 1966 editaron otros tres EP: en el primero se destaca la balada "Lonely Lost and Sad"; en el segundo versiones de "These Boots Are Made for Walkin'" (Nancy Sinatra y "Michelle" (The Beatles); el tercero incluye los temas "I've Got To Give Up", "Try To Understand", "Tears Are Coming" y "I'm Feeling Down".
"Missing You" se publica en España, Reino Unido y Francia. En Francia alcanza el octavo lugar en las listas de éxitos de Paris, lo que lleva al grupo a hacer algunos espectáculos allí. En esta ciudad graban el EP Sheiks em Paris. Por falta de la autorización de la familia de uno de los integrantes tuvieron que rechazar una invitación de un empresario que representaba entonces a The Rolling Stones en Francia.
A su regreso a Lisboa, Carlos Mendes dejó la banda para dedicarse a sus estudios universitarios y fue sustituido por Fernando Tordo. Es con esta formación que lanzan en junio de 1967 un nuevo disco que incluye el tema "That's All".
En noviembre de 1967 Fernando Chaby y Paulo de Carvalho salieron del grupo (al deber realizar el servicio militar) y este acabó por disolverse.
En 1973, con la banda ya separada, la discográfica lanza dos singles en formato estéreo: "Missing You / Tell Me Bird" y "Lord, Let It Rain / Bad Girl".
En 1979 , por iniciativa de Fernando Chaby, el grupo vuelve a reunirse con su formación original y graban en Madrid el EP Pintados de Fresco, y al año siguiente el álbum Com Cobertura.
En 1993 se editó la compilación "Los Grandes Éxitos de los Sheiks" con temas del grupo entre 1965 a 1967, transpuestos por primera vez al formato CD. 
El grupo se ha reunido en los últimos años para actuaciones esporádicas, como en 2005, 2007 y 2008.

## Miembros
- Paulo de Carvalho (batería y voz)
- Fernando Chaby (guitarra)
- Carlos Mendes (voz, guitarra y bajo)
- Jorge Barreto (guitarra)
- Edmundo Silva (bajo)
- Fernando Tordo (voz, guitarra y bajo)

## Discografía[6]

### Álbumes
- Pintados de Fresco (LP, Boom/Nova, 1979)
- Com Cobertura (LP, Boom/Nova, 1980)

### EP
- Summertime (EP, Parlophone/VC, 1965) [Summertime/Copo/Gloo, Gloo/Zalui]
- Tell Me Bird (EP, Parlophone/VC, 1966) [Missing You /When I'm Asking You/Tell Me Bird/Velho Moinho]
- Lonely Lost And Sad (EP, Parlophone/VC, 1966) [Lonely, Lost and Sad/Leave Me Alone/My Mother's Advice/A Mala]
- Yesterday Man (EP, Parlophone/VC, 1966) [Yesterday Man/ Michèlle/These Boots Are Made For Walkin'/Treat Her Right]
- Tears Are Coming (EP, Parlophone/VC, 1966) [I've Got To Give Up/Try To Understand/Tears Are Coming/I'm Feeling Down]
- Sheiks Em Paris (EP, Parlophone/VC, 1967) [Lord, Let It Rain/Bad Girl/Baby Don´t Cry/Why Baby]
- That's All (EP, Parlophone/VC, 1967) [That's All/How Could You Forget/Old Generation/Bloody Dreamen]

### Sencillos
- Eusebio/Portugal É Que É O Tal (Single, Parlophone, 1966)
- Missing You/Tell Me Bird (Single, EMI/VC, 1973)
- Lord, Let It Rain/Bad Girl (Single, EMI/VC, 1973)
- Tell Me Bird/Baby Don't Cry (Single, Boom/Nova, 1979)

### Recopilatorios
- Os 20 Mais dos Sheiks (LP, EMI/VC, 1979)
- Os Grandes Êxitos dos Sheiks (CD, EMI, 1993)
- Missing You - Colecção Caravela (CD, EMI, 1996)
- O Melhor dos Melhores nº 82 (CD, Movieplay, 1998)
- Clássicos da Renascença (CD, Movieplay, 2000)